# العلاقات البيلاروسية النيكاراغوية
العلاقات البيلاروسية النيكاراغوية هي العلاقات الثنائية التي تجمع بين روسيا البيضاء ونيكاراغوا.

## مقارنة بين البلدين
هذه مقارنة عامة ومرجعية للدولتين:
| وجه المقارنة                                              | روسيا البيضاء                    | نيكاراغوا        |
| --------------------------------------------------------- | -------------------------------- | ---------------- |
| المساحة (كم2)                                             | 207.60 ألف                       | 130.38 ألف       |
| عدد السكان (نسمة)                                         | 9.50 مليون                       | 6.22 مليون       |
| الكثافة السكانية (ن./كم²)                                 | 45.76                            | 47.71            |
| العاصمة                                                   | مينسك                            | ماناغوا          |
| اللغة الرسمية                                             | اللغة البيلاروسية، اللغة الروسية | اللغة الإسبانية  |
| العملة                                                    | روبل بلاروسي                     | كوردبا نيكاراغوا |
| الناتج المحلي الإجمالي (بليون دولار)                      | 54.44 مليار                      | 13.81 مليار      |
| الناتج المحلي الإجمالي (تعادل القوة الشرائية) بليون دولار | 168.35 مليار                     | 31.63 مليار      |
| الناتج المحلي الإجمالي الاسمي للفرد دولار أمريكي          | 5.74 ألف                         | 2.09 ألف         |
| الناتج المحلي الإجمالي للفرد دولار أمريكي                 | 18.18 ألف                        | 4.92 ألف         |
| مؤشر التنمية البشرية                                      | 0.798                            | 0.631            |
| رمز المكالمات الدولي                                      | +375                             | +505             |
| رمز الإنترنت                                              | .by، .бел                        | .ni              |
| المنطقة الزمنية                                           | ت ع م+03:00                      | 00               |

## منظمات دولية مشتركة
يشترك البلدان في عضوية مجموعة من المنظمات الدولية، منها:
| علم المنظمة | اسم المنظمة                               | تاريخ انضمام روسيا البيضاء | تاريخ انضمام نيكاراغوا |
| ----------- | ----------------------------------------- | -------------------------- | ---------------------- |
|             | مؤسسة التمويل الدولية                     | 2 نوفمبر 1992              | 20 يوليو 1956          |
|             | منظمة حظر الأسلحة الكيميائية              | ?                          | ?                      |
|             | الأمم المتحدة                             | 24 أكتوبر 1945             | 24 أكتوبر 1945         |
|             | الاتحاد الدولي للاتصالات                  | 7 مايو 1947                | 12 مايو 1926           |
|             | منظمة الشرطة الجنائية الدولية             | ?                          | ?                      |
|             | البنك الدولي للإنشاء والتعمير             | 10 يوليو 1992              | 14 مارس 1946           |
|             | الاتحاد البريدي العالمي                   | ?                          | ?                      |
|             | المركز الدولي لتسوية المنازعات الاستشارية | 9 أغسطس 1992               | 19 أبريل 1995          |
|             | وكالة ضمان الاستثمار متعدد الأطراف        | 3 ديسمبر 1992              | 12 يونيو 1992          |
|             | يونسكو                                    | 12 مايو 1954               | 22 فبراير 1952         |

## وصلات خارجية
- موقع وزارة الخارجية البيلاروسية
- موقع وزارة الخارجية النيكاراغوية